# Leif Mortensen
Leif Mortensen (nascido em 5 de maio de 1946) é um ex-ciclista dinamarquês que participava em competições de ciclismo de estrada; profissional de 1970 a 1975.
Mortensen defendeu as cores do seu país nos Jogos Olímpicos de 1968, na Cidade do México, onde conquistou a medalha de prata, competindo individualmente na prova de estrada. Nos 100 km de contrarrelógio por equipes, Mortensen terminou na quarta posição, juntamente com Henning Petersen, Jørgen Hansen e Verner Blaudzun.